# Нережа (річка)
Нережа — річка у Любомльському районі Волинської області, впадає в озеро Велике Згоранське, з якого витікає річка Тенетиска (басен Дніпра).

## Опис
Довжина річки приблизно 12 км . Висота витоку річки над рівнем моря — 203 м, висота гирла — 172 м, падіння річки — 31 м, похил річки — 2,59 м/км. Формується з багатьох безіменних струмків.

## Розташування
Бере початок на південному заході від села Мисловець. Тече переважно на північний захід через села Головне та Згорани і впадає у озеро Велике Згоранське, що розташоване у ландшафному заказнику «Згоранські озера».
У Словнику гідронімів україни зазначена як права притока Прип'яті.